# Arslan Ekşi
Arslan Ekşi  est un joueur turc de volley-ball né le 17 juillet 1985 à Istanbul. Il mesure 1,99 m et joue passeur. 

## Clubs
| Club             | Pays    | De        | À         |
| ---------------- | ------- | --------- | --------- |
| Arcelik Istanbul | Turquie | 2001-2002 | 2004-2005 |
| Fenerbahçe SK    | Turquie | 2005-2006 | 2009-2010 |

## Palmarès

### En sélection
- Ligue européenne masculine de volley-ball (1)
  - Vainqueur : 2019.

### En club
- Challenge Cup (1)
  - Vainqueur : 2014.
- Championnat de Turquie (7)
  - Vainqueur : 2001, 2003, 2008, 2010, 2011, 2012, 2021.
- Coupe de Turquie (3)
  - Vainqueur : 2001, 2008, 2012.
- Supercoupe de Turquie (3)
  - Vainqueur : 2001, 2008, 2012.